# بلازا فنزويلا

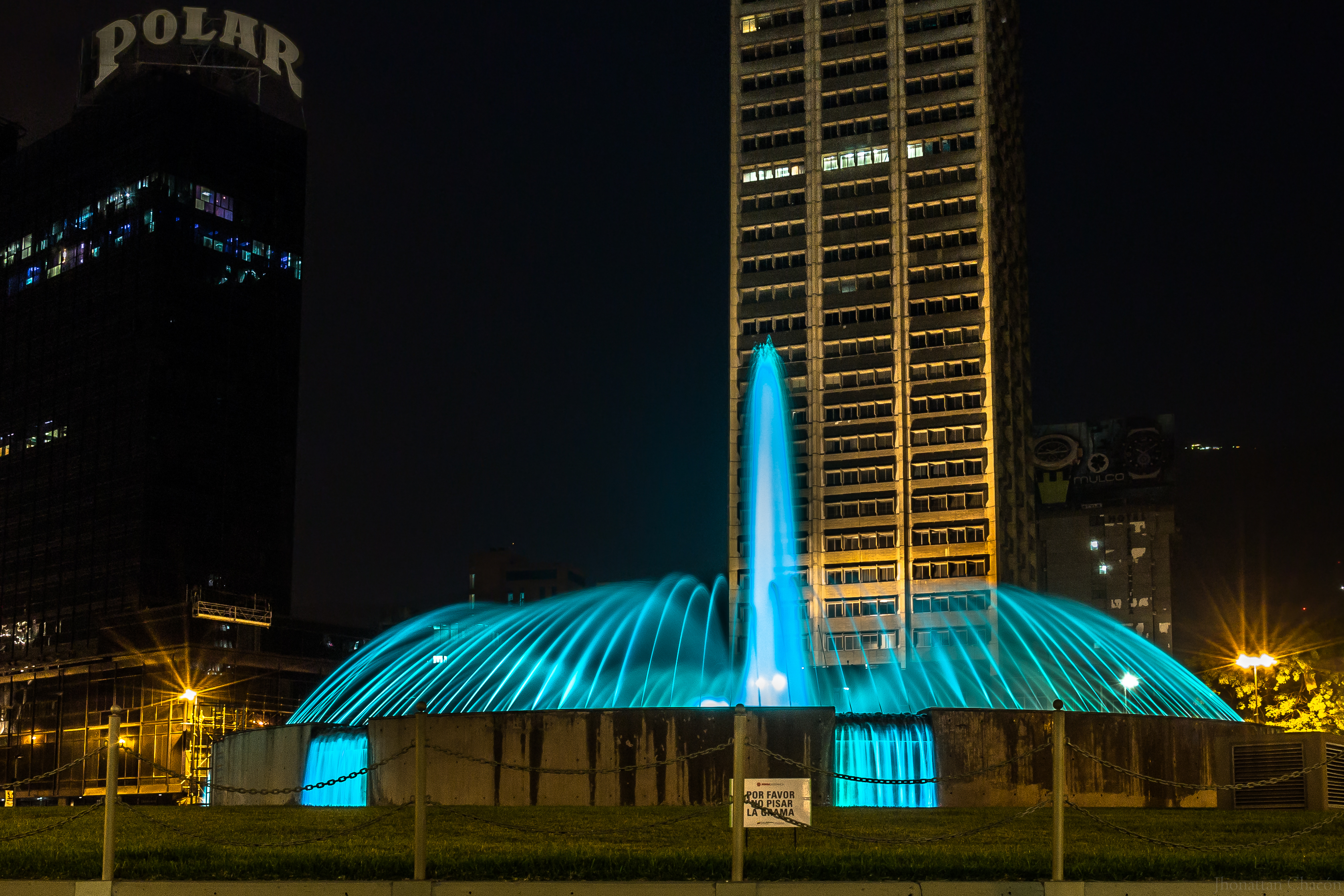
بلازا فنزويلا في الليل

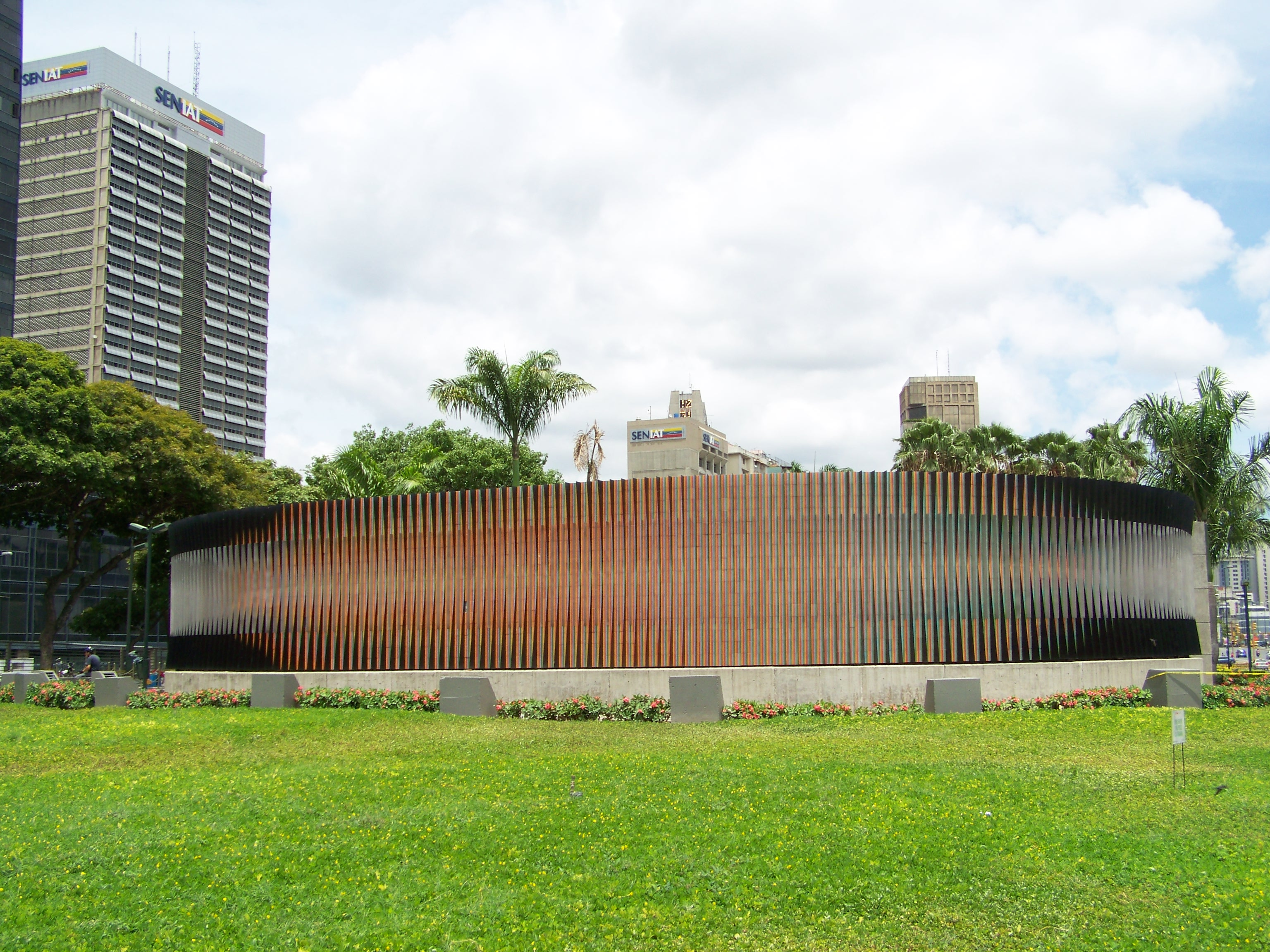
مزدوجة فيسيكروميا كارلوس كروز-دياز

بلازا فنزويلا (ساحة فنزويلا بالإسبانية) هي ساحة عامة تقع في كراكاس، فنزويلا.
وقد افتتحت في عام 1940 وتقع في مركز كراكاس.
تحتوي على العديد من معالم كاراكاس، بما في ذلك نافورة مضيئة، نصب كريستوفر كولومبوس التذكاري من مانويل دي لا كوفا، فيسيكروميا تقديراً لأندريس بيلو من كارلوس كروز-دياز ومنحوتة النظام الشمسي لأليخاندرو أوتيرو.
توفر أيضاً إمكانية الوصول إلى الأماكن الهامة الأخرى مثل جامعة المدينة والحديقة النباتية في كاراكاس والبرجين التوأم في سنترال بارك وشارع سابانا غراندي و مركز الفنون الثقافية.
بين 2007 و 2009، نفذت خطة استعادة في المنطقة من قبل شركة النفط الوطنية الفنزويلية لا إستتانشيا.
شهدت النافورة خمسة مشاريع أبتداءاً من عام 1940 حتى آخر مشروع  أفتتح يوم 9 أغسطس 2009 والذي يتضمن تكنولوجيا في التحكم بالإضاءة وأجهزة صلبة. وهذا هو أول إصدار يشتمل على الموسيقى.